# Fest Noz de Paname
Albums de Manau
Panique Celtique
(1998) On peut tous rêver
(2005)
Fest Noz de Paname est le second album de Manau sorti en 2000.

## Pistes
| No  | Titre                                                  | Durée |
| --- | ------------------------------------------------------ | ----- |
| 1.  | Intro                                                  | 2:02  |
| 2.  | Tout le monde a besoin de tout le monde                | 3:47  |
| 3.  | Faut pas faire chier mémé                              | 4:23  |
| 4.  | La Poupée (en duo avec Maurane)                        | 3:58  |
| 5.  | Dafunkamanau                                           | 3:56  |
| 6.  | Je jazz les couleurs (en duo avec Dee Dee Bridgewater) | 4:14  |
| 7.  | Ça fait du bien                                        | 3:26  |
| 8.  | Fest Noz de Paname                                     | 4:58  |
| 9.  | Feu follet                                             | 4:25  |
| 10. | Un type bien                                           | 3:57  |
| 11. | Dernier combat                                         | 4:14  |
| 12. | J'dédicace                                             | 4:39  |
| 13. | Des kilos                                              | 4:58  |
| 14. | De Brunau à Mano                                       | 3:28  |